# Sankt Ilians församling, Västerås stift
Sankt Ilians församling var en församling i Västerås stift och i Västerås stad i Västmanlands län. Församlingen uppgick 1946 i Västerås församling.

## Administrativ historik
Församlingen har medeltida ursprung och var annexförsamling i ett pastorat med Västerås domkyrkoförsamling (Västerås församling från 1920-talet) för att 1946 uppgå i denna.

## Kyrka
Sankt Ilians kyrka låg vid nuvarande korsningen av Hantverkargatan och Vasagatan i Västerås. Den revs på 1640-talet i samband med en stor gatureglering.